# Republica Moldova la Concursul Muzical Eurovision

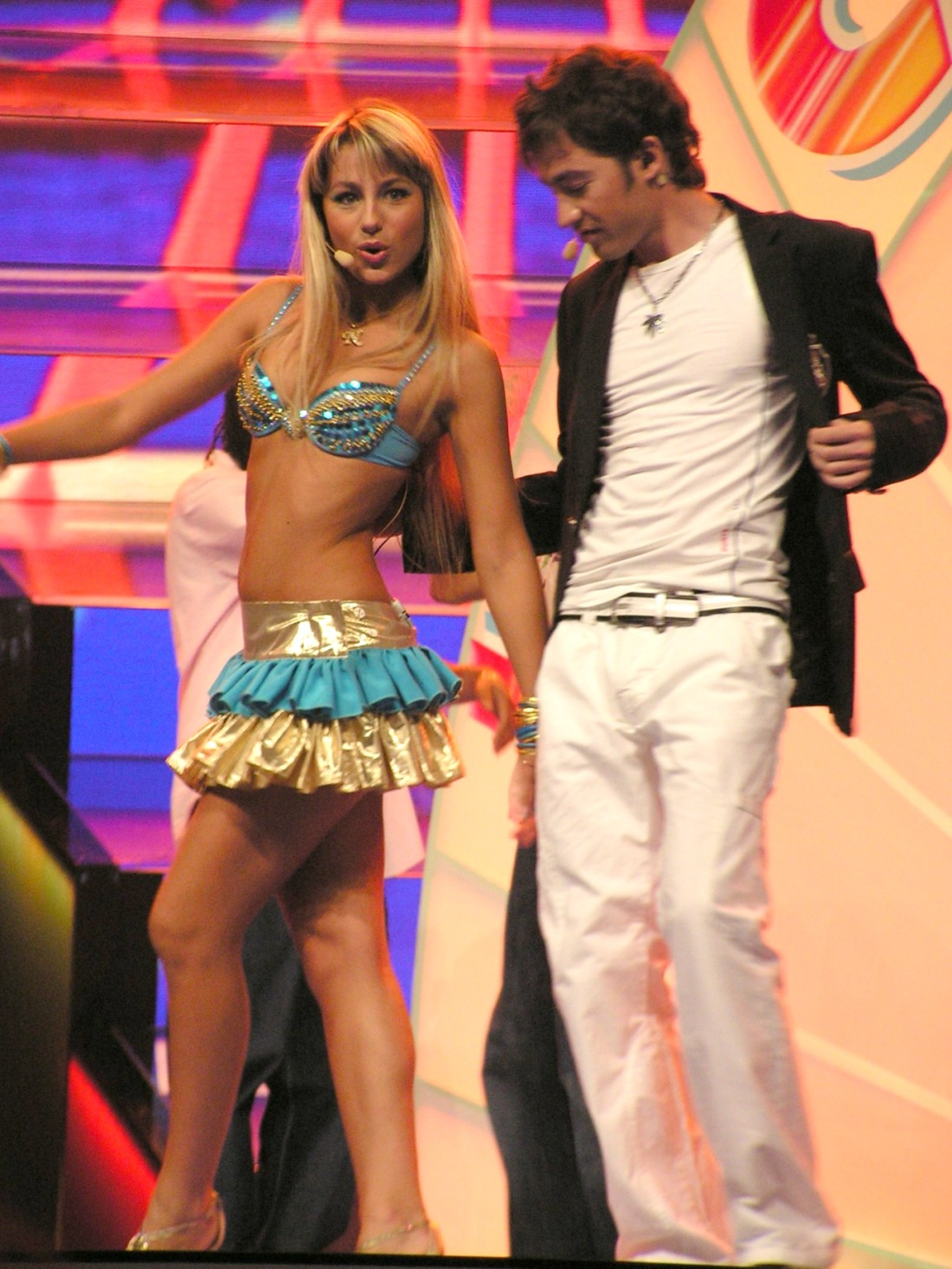
Natalia Gordienko și Arsenium la Atena (2006)

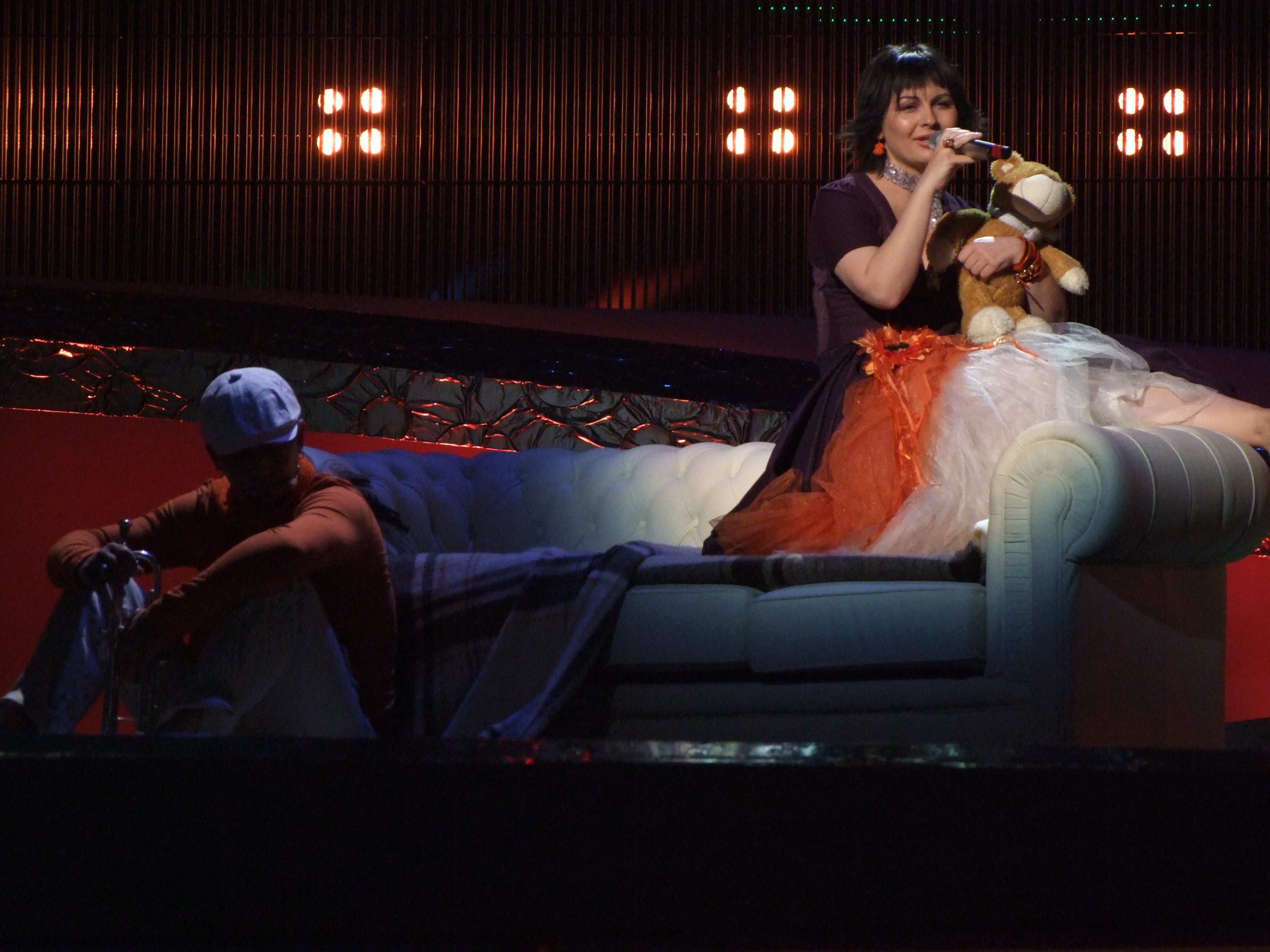
Geta Burlacu la Belgrad (2008)

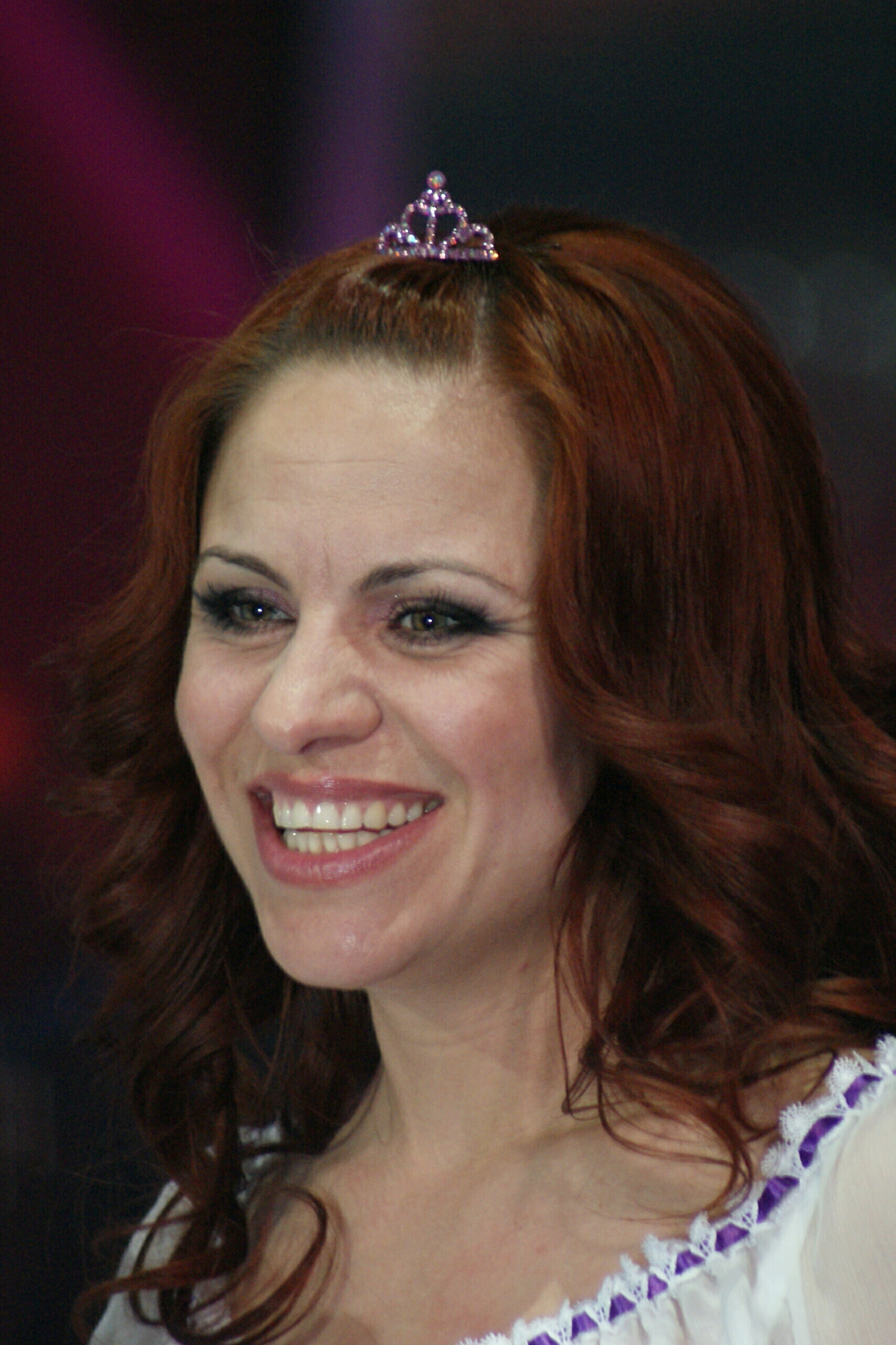
Nelly Ciobanu la Moscova (2009)

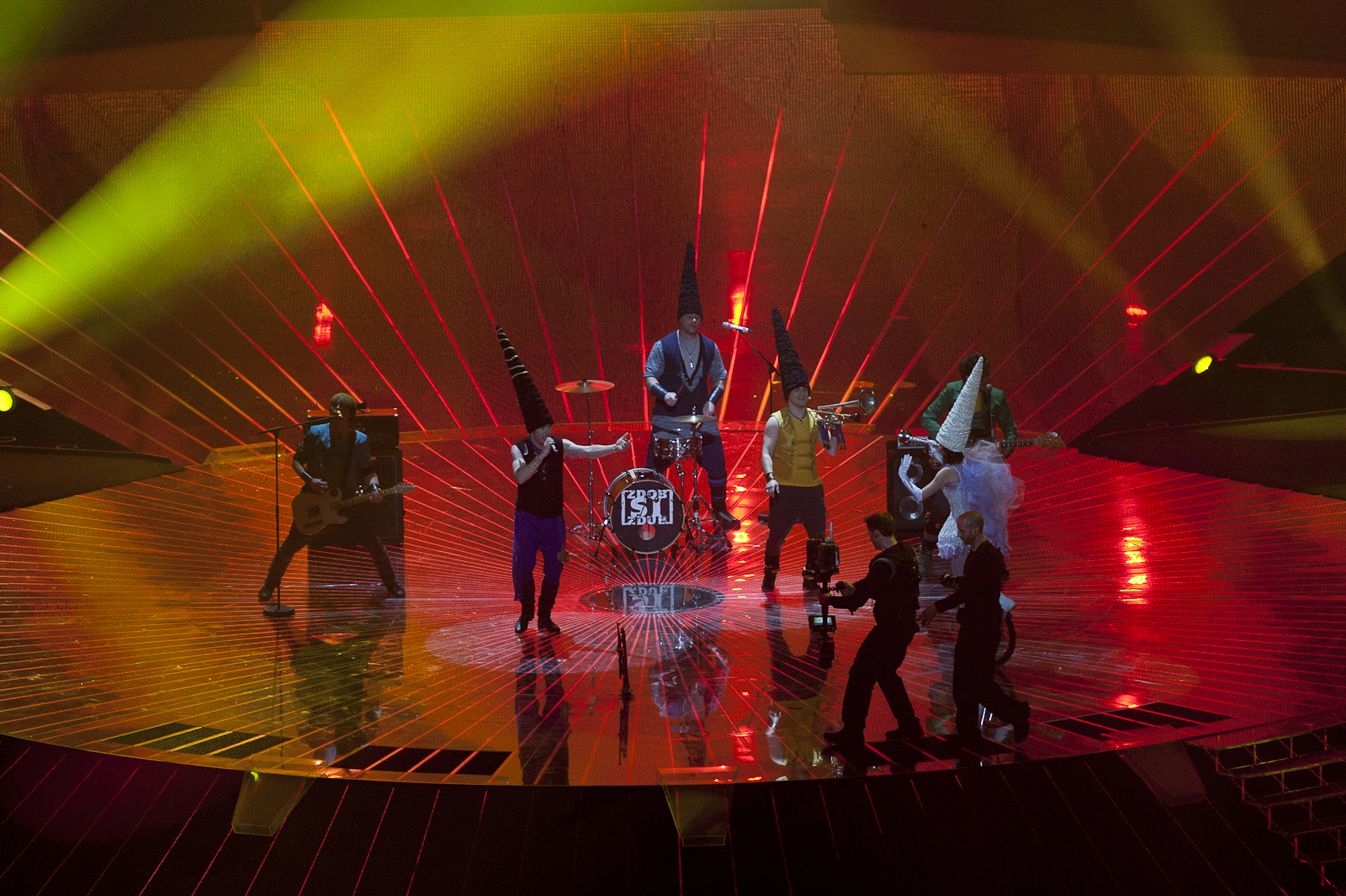
Zdob și Zdub la Düsseldorf (2011)

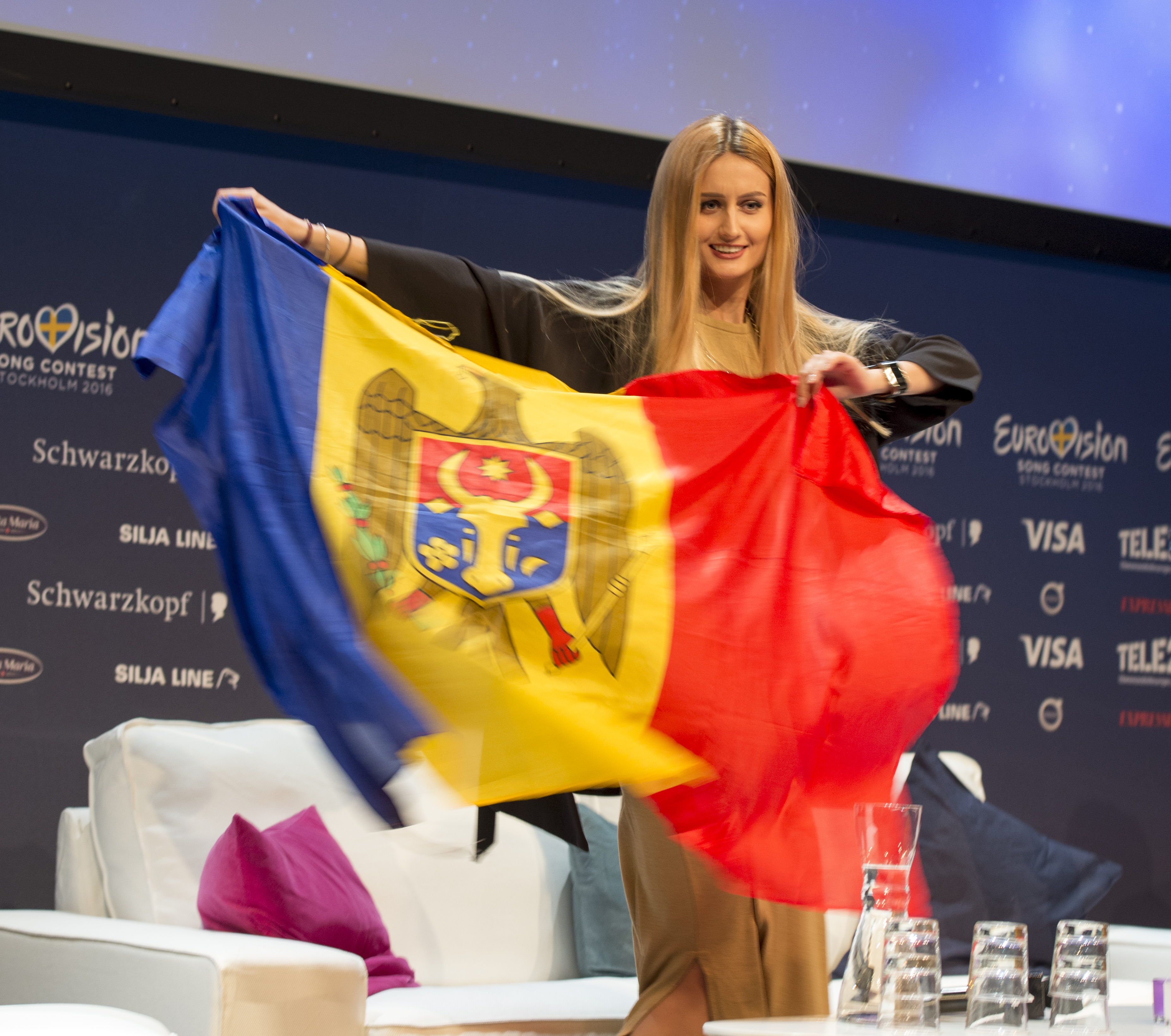
Lidia Isac la Stockholm (2016)

Republica Moldova a debutat prima dată la Eurovision în 2005, fiind reprezentată de trupa Zdob și Zdub și de bunica acestora cu melodia Boonika bate doba. Aceștia au reușit să se claseze pe locul 2 cu 207 de puncte în semifinală (după România) și pe locul 6 în finală cu 148 de puncte. Cel mai bun loc obținut de Republica Moldova în finală este locul 3 cu 374 de puncte în anul 2017 la Kiev, Ucraina.
Republica Moldova i-a trimis la Eurovision 2006 pe Arsenium (ex. Ozone), Natalia Gordienko și pe rapperul român Connect-R cu melodia Loca , dar aceștia nu au reuși să obțină decât un dezamăgitor loc 20 cu 22 de puncte.
La Eurovision 2007 Republica Moldova a fost reprezentată de Natalia Barbu cu melodia Fight ce s-a clasat pe locul 10 cu 109 puncte.
La Eurovision 2008, Geta Burlacu si A Century of Love nu s-au calificat, clasându-se doar pe locul 12 cu 36 de puncte în semifinale.
La Eurovision 2009 Republica Moldova a trimis-o pe Nelly Ciobanu cu melodia Hora Din Moldova, care a obținut locul 14 cu 69 de puncte după ce în semifinală obținuse locul 5 cu 106 puncte.
În 2010 saxofonististul Serghei Stepanov din formația SunStroke Project (împreună cu Olia Tira) a devenit un fenomen pe internet pentru solo-ul de 30 de secunde din timpul concursului, fiind cunoscut ca „The Epic Sax Guy”. La Eurovision, aceștia au obținut locul 22 cu 27 de puncte cu melodia Run Away.
În 2011, la Düsseldorf, Republica Moldova a fost reprezentată din nou de Zdob și Zdub, care, nu au egalat performanța din 2005, obținând locul 12, cu 97 de puncte.
În 2012, Republica Moldova obține cu Pavel Parfeni si a sa melodie, Lăutar, locul 11 cu 81 de puncte.
În 2013, Aliona Moon, cea care în 2012 a susținut vocea de fundal pentru Pavel a venit Malmö cu propria melodie, O mie, și a obținut aceeași performanță ca anul trecut, locul 11, de data aceasta cu doar 71 de puncte.
În 2014, Cristina Scarlat, cu piesa Wild Soul,nu a reușit să treacă de semifinale, acolo obținând locul 16 cu 13 puncte.
În 2017, SunStroke Project, cu piesa "Hey, Mamma!", a reușit să ocupe locul 3 cu un număr record de puncte (374) în finala Eurovision de la Kiev, Ucraina. Acesta este cel mai bun loc obținut de Republica Moldova în Concursul Muzical Eurovision.
Republica Moldova, începând cu prima participare din 2005 până în 2019 a acumulat în total (în finale) 1207 de puncte.

## Participări
| An   | Locație    | Artist                                        | Titlu               | Finală           | Puncte           | Semi   | Puncte |
| ---- | ---------- | --------------------------------------------- | ------------------- | ---------------- | ---------------- | ------ | ------ |
| 2005 | Kiev       | Zdob și Zdub                                  | „Bunica Bate Toba”  | 6                | 148              | 2      | 207    |
| 2006 | Atena      | Arsenium feat. Natalia Gordienco și Connect-R | „Loca”              | 20               | 22               | X      | X      |
| 2007 | Helsinki   | Natalia Barbu                                 | „Fight”             | 10               | 109              | 10     | 91     |
| 2008 | Belgrad    | Geta Burlacu                                  | „A Century of Love” | Nu s-a calificat | Nu s-a calificat | 12     | 36     |
| 2009 | Moscova    | Nelly Ciobanu                                 | „Hora din Moldova”  | 14               | 69               | 5      | 106    |
| 2010 | Oslo       | Sun Stroke Project and Olia Tira              | „Run Away”          | 22               | 27               | 10     | 52     |
| 2011 | Düsseldorf | Zdob și Zdub                                  | „So Lucky”          | 12               | 97               | 10     | 54     |
| 2012 | Baku       | Pavel Parfeni                                 | „Lăutar”            | 11               | 81               | 5      | 100    |
| 2013 | Malmö      | Aliona Moon                                   | „O mie”             | 11               | 71               | 4      | 95     |
| 2014 | Copenhaga  | Cristina Scarlat                              | „Wild Soul”         | Nu s-a calificat | Nu s-a calificat | 16     | 13     |
| 2015 | Viena      | Eduard Romanyuta                              | „I Want Your Love”  | Nu s-a calificat | Nu s-a calificat | 11     | 41     |
| 2016 | Stockholm  | Lidia Isac                                    | Falling Stars       | Nu s-a calificat | Nu s-a calificat | 17     | 33     |
| 2017 | Kiev       | SunStroke Project                             | "Hey, Mamma!"       | 3                | 374              | 2      | 291    |
| 2018 | Lisabona   | DoReDoS                                       | "My Lucky Day"      | 10               | 209              | 3      | 235    |
| 2019 | Tel Aviv   | Anna Odobescu                                 | "Stay"              | Nu s-a calificat | Nu s-a calificat | 12     | 85     |
| 2020 | Rotterdam  | Natalia Gordienco                             | "Prison"            | Anulat           | Anulat           | Anulat | Anulat |
| 2021 | Rotterdam  | Natalia Gordienco                             | "Sugar"             | 13               | 115              | 7      | 179    |
| 2022 | Torino     | Zdob și Zdub și Frații Advahov                | "Trenulețul"        | 7                | 253              | 8      | 154    |
| 2023 | Liverpool  | Pasha Parfeni                                 | "Soarele și Luna"   | 18               | 96               | 5      | 109    |
| 2024 | Malmö      | Natalia Barbu                                 | "In the Middle"     | Nu s-a calificat | Nu s-a calificat | 13     | 20     |

## Comentatori și purtători de cuvânt
| An   | Comentator                         | Purtător de cuvânt |
| ---- | ---------------------------------- | ------------------ |
| 2005 | Vitalie Rotaru                     | Elena Camerzan     |
| 2006 | Vitalie Rotaru                     | Svetlana Cocoș     |
| 2007 | Vitalie Rotaru                     | Andrei Porubin     |
| 2008 | Lucia Danu & Vitalie Rotaru        | Vitalie Rotaru     |
| 2009 |                                    | Andrei Porubin     |
| 2010 | Marcel Spatari Vitalie Rotaru      | Tania Cerga        |
| 2011 | Marcel Spatari Vitalie Rotaru      | Geta Burlacu       |
| 2012 | Marcel Spatari Vitalie Rotaru      | Olivia Furtună     |
| 2013 | Lidia Scarlat                      | Olivia Furtună     |
| 2014 | Daniela Babici                     | Olivia Furtună     |
| 2015 | Daniela Babici                     | Olivia Furtună     |
| 2016 | Gloria Gorceag                     | Olivia Furtună     |
| 2017 | Gloria Gorceag                     | Gloria Gorceag     |
| 2018 | Djulieta Ardovan                   | Djulieta Ardovan   |
| 2019 | Doina Stimpovschi si Daniela Crudu | Doina Stimpovschi  |
| 2021 | Doina Stimpovschi                  | Sergey Stepanov    |
| 2022 | Ion Jalbă si Daniela Crudu         | Elena Bancila      |